# Pellenes tharinae
Pellenes tharinae är en spindelart som beskrevs av Wesolowska 2006. Pellenes tharinae ingår i släktet Pellenes och familjen hoppspindlar. Inga underarter finns listade i Catalogue of Life.